# Skogby bruk

Skogby bruk är ett industrisamhälle och tidigare järnbruk i Tenala omkring 10 kilometer väster om Ekenäs centrum. 
På basis av ett 1682 givet privilegium anlade Carl Billsten på nordsidan av Hangö udd ett järnbruk, vars masugn (togs i bruk 1688) levererade tackjärn till hammarsmedjorna i Billnäs och Fagervik. Bruket nedlades 1904; själva masugnsbyggnaden, uppförd av gråsten 1789, står kvar som en ruin. Såväl bruket som Skogby egendom kom 1723 genom köp i släkten Hisings ägo. Egendomen var i början av 1900-talet ett egendomskomplex på 12 hemman kring huvudgården, Skogby rusthåll; då omkring 5 500 hektar. Skogby bruk förvärvades 1891 av Fiskars Ab. Bruket hade vid sekelskiftet 1900 en befolkning på omkring 200 personer; en del av bebyggelsen har bevarats.
Skogby såg vid Björnholmsfjärden (anlagd 1887–1888 av Mauritz Hisinger) drevs av Fiskarsbolaget fram till 1976, då andelslaget Metsäliitto blev delägare med hälften av aktierna och ett nytt bolag, Oy Metsä-Skogby Ab, bildades. Sågverket, vars produkter utskeppades över egen hamn, nedlades 1987. Samhället (Harparskog) har omkring 200 invånare (2005).